# اوکی کیباتارو
اوکی کیباتارو (به ژاپنی: 沖 牙太郎) (زاده ۱۰ مه ۱۸۴۸ - درگذشته ۲۹ مه ۱۹۰۶) کارآفرین، مهندس و بازرگان ژاپنی بود، که در سال ۱۸۸۱ شرکت اوکی الکتریک اینداستری را در میناتو، توکیو تأسیس نمود.